# 韦努斯·莱西
韦努斯·莱西（英語：Venus Lacy，1967年2月9日—），美国女子篮球运动员。她曾获得1996年夏季奥运会女子篮球比赛金牌以及1991年泛美运动会女子篮球比赛铜牌。